# توفيق معمر
توفيق معمر (1914-1988) هو كاتب ومحامي فلسطيني ولد في مدينه حيفا، وترعرع في مدينه الناصرة درس الإبتدائيه والثانوية في الكلية الإسكتلندية في صفد، حصل على شهادة العلوم والتاريخ من الجامعة الأمريكية في بيروت. حصل على شهادة معهد الحقوق الفلسطيني من القدس عام 1940. وقبل وفاته جعل بيته وقفاً لمجلس الطائفة الأرثوذكسية في الناصرة الموجود في ساحة المطران بمدخل سوق الناصرة القديم لتخدم الأهالي كمؤسسة ثقافية أطلق عليها اسم دار الثقافة والفنون.
بداً عمله في مكتب النائب خلال الفترة (1935-1938). ثم مدعيًا عامًا في القدس، وأفتتح مكتبه الاول للمحاماة في مدينة حيفا. توفي وحيداً في الناصرة 1988.

## أعماله الادبيه
بدأ معمر مبكراُ بالكتابة الأدبية فكتب العديد من القصص والمقالات القصيرة في الصحف والمجلات التي صدرت قبل النكبة من أهمها:
- المتسلل وقصص أخرى صدر عام 1959.
- مذكرات لاجئ صدرعام 1958.
- رواية بتهون صدرت عام 1959.
- ظاهرالعمر، كتاب تاريخي صدر عام 1979.
- رواية حيفا في المعركة، صدرت عام 1987.